# Cupid's Rival
Cupid's Rival er en amerikansk stumfilm fra 1917 af Arvid E. Gillstrom.

## Medvirkende
- Billy West som Billy
- Oliver Hardy
- Ethel Marie Burton
- Leo White
- Bud Ross